# Cosmești, Teleorman
Cosmești este satul de reședință al comunei cu același nume din județul Teleorman, Muntenia, România. Se află în partea de nord a județului. La recensământul din 2002 avea o populație de 1.170 locuitori. Hanul Grecilor din localitate are ststut de monument istoric (cod: TR-II-m-B-14316).